# 진도 운림산방
진도 운림산방(珍島 雲林山房)은 대한민국 전라남도 진도군 의신면 사천리에 있는 명승지이다. 2011년 8월 8일 대한민국의 명승 제80호로 지정되었다.

## 개요
진도 운림산방은 넓고 울창한 진도 쌍계사 상록수림(천연기념물 제107호)이 있는 첨찰산과 남도전통회화의 산실로 유명한 명소인 운림산방 등 자연유산과 역사문화유산이 어우러진 곳으로 역사적·경관적 가치가 뛰어난 명승지이다.
운림산방은 조선말기 남종화의 대가인 소치 허련이 조성하여 말년에 거처하면서 창작과 저술 활동을 하던 곳으로서「소치실록」에 따르면 큰 정원을 다듬고 아름다운 꽃과 희귀한 나무를 심어 선경(仙境)으로 꾸민 곳이다.

## 같이 보기
- 진도 쌍계사 상록수림 - 천연기념물 제107호

## 참고 자료
- 진도 운림산방 - 국가유산청 국가유산포털